# 나가미네촌 (후쿠오카현)
나가미네촌(長峰村)은 후쿠오카현 야메군에 있던 촌이다. 현재의 야메시의 일부에 해당한다.